# Операција страх
Операција страх (итал. Operazione paura), познат и под насловом Убиј, душо, убиј (итал. Kill, Baby, Kill), италијански је готички хорор филм из 1966. године, редитеља и сценаристе Марија Баве, са Ђакомом Росијем Стјуартом, Ериком Бланк, Пјером Лулијем и Фабијане Дали у главним улогама. Радња се одвија почетком 20. века и смештена је у карпатском селу, које терорише дух мистериозне девојчице.
Филм је сниман током 1965, у вили Ланчелоти. Премијерно је приказан 8. јула 1966, у Италији. Иако се због одсуства великих међународних глумачких звезда, Операција страх сматра далеко мањим пројектом од осталих Бавиних филмова, добила је веома позитивне критике и многи је наводе као Бавино највеће достигнуће. Часопис Слант ставио га је на 80. место листе 100 најбољих хорор филмова свих времена. Филм је имао утицаја на редитеље као што су Федерико Фелини, Мартин Скорсезе и Дејвид Линч, док га Дарио Арђенто наводи као директну инспирацију за филм Суспирија (1977).
Године 2008. филм је добио Награду Сатурн у оквиру ДВД колекције Марија Баве.

## Радња
Године 1907. доктор Пол Исвај одлази у карпатско село Кармингам како би извршио обдукцију Ирене Холандер, жене која је настрадала под неразјашњеним околностима. Моника Шуфтан, студенткиња медицине која се вратила у село да посети гробове својих родитеља, послата је да помогне др Исвају. током обдукције, они проналазе сребрни новчић у Иренином срцу. Доктор убрзо схвата да се мештани Камингама плаше проклетства виле Грапс и да им се привиђа дух мале девојчице...

## Улоге
| Глумац              | Улога            |
| ------------------- | ---------------- |
| Ђакомо Роси Стјуарт | др Пол Исвај     |
| Ерика Бланк         | Моника Шуфтан    |
| Фабијене Дали       | Рут              |
| Ђована Галети       | бароница Грапс   |
| Лучано Катеначи     | Карл             |
| Пјер Лули           | инспектор Кругер |
| Микаела Ездра       | Надина           |
| Франка Доминичи     | Марта            |
| Ђузепе Адобати      | крчмар           |
| Мирела Панфили      | Ирена Холандер   |
| Валерио Валери      | Мелиса Грапс     |